# Cryphia seladona
Cryphia seladona là một loài bướm đêm trong họ Noctuidae.